# NGC 802
NGC 802 (другие обозначения — ESO 52-13, AM 0157-680, PGC 7505) — галактика в созвездии Южная Гидра.
Этот объект входит в число перечисленных в оригинальной редакции «Нового общего каталога».
Кинематика нейтрального водорода в NGC 802 предполагает, что он находится в сильно искривлённом диске, который может быть свидетельством аккреции нейтрального водорода.